# Peperomia megapotamica
Peperomia megapotamica là một loài thực vật có hoa trong họ Hồ tiêu. Loài này được Dahlst. miêu tả khoa học đầu tiên năm 1900.